# Savoy Palace

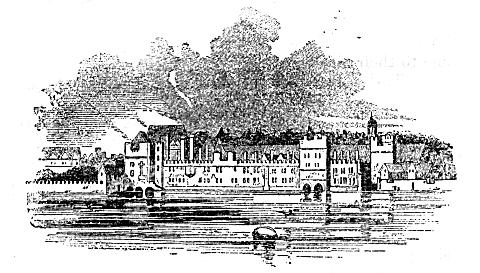
Der Savoy Palace

Der Savoy Palace galt als die nobelste Residenz im mittelalterlichen London, bis er während des Bauernaufstands von 1381 zerstört wurde.

## Savoy Palace
Obwohl es innerhalb der Stadtmauern des mittelalterlichen Londons eine Menge vortrefflicher Paläste gab, galt es als besonders nobel, wenn man einen besaß, der an der Straße „The Strand“ lag. Dort konnte man Grundstücke erwerben, die direkt am Wasser lagen. Dies war besonders vorteilhaft, denn auf der Themse kam man wesentlich schneller voran als auf den überfüllten Straßen. Außerdem hatte man in dieser Straße Abstand von dem Gestank und dem sozialen Tumult der Stadt im Osten und der Bedrohung durch Brände.
Der Savoy Palace lag auf der Straßenseite des heutigen Savoy Theatres und des Savoy Hotels, welchen er als Namensgeber dient. Dort hatte der Forstrichter Brian de Lisle ein Haus besessen, das König Heinrich III. im Februar 1246 Peter von Savoyen, einem Onkel der Königin Eleonore gegen eine symbolische Pacht von drei Pfeilen überließ. Peter ließ das Haus ausbauen, das nach ihm The Savoy genannt wurde. Nach dem Tod von Peter 1268 fiel das Haus schließlich an Edmund Crouchback, 1. Earl of Lancaster, einen Sohn des Königs, sowie seiner Nachkommen. Im 14. Jahrhundert, als die Straße bis zum Palast gepflastert war, war es der Londoner Wohnsitz von John of Gaunt, 1. Duke of Lancaster, einem Onkel von König Richard II., der als mächtigster Adliger Englands galt. Der Palast war während dieser Zeit für seine reiche Innenausstattung berühmt und galt als Symbol des Prunks.

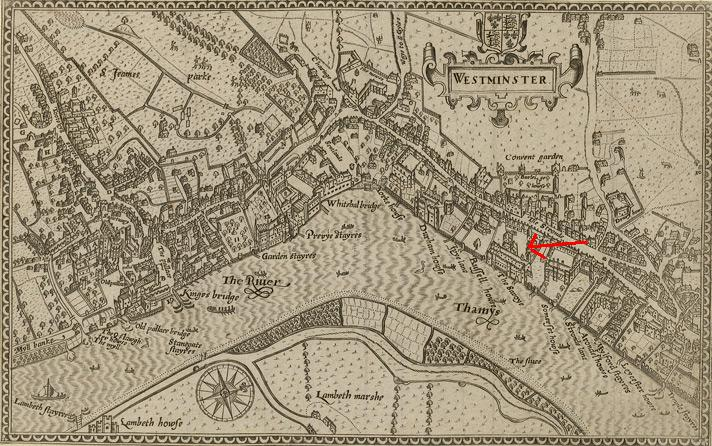
Lage des Savoy Palace

Während der Peasants’ Revolt unter Wat Tyler wurde der Palast 1381 geplündert und niedergebrannt. Der aufgebrachte Mob verurteilte John of Gaunt für die Erhebung der Kopfsteuer, dieser befand sich zur Zeit des Aufstandes allerdings auf einem Schottlandfeldzug. Was nicht zerstört oder verbrannt werden konnte, wurde in den Fluss geworfen, denn es war vorher bestimmt worden, dass diejenigen getötet werden sollten, die Plündergut für sich behalten hatten. Der Name des Palastes haftet aber dennoch an seinem Standort.

## Savoy Hospital
Heinrich VII. ließ das Savoy Hospital 1512 für Arme und Hilfsbedürftige errichten. Es war das eindrucksvollste Krankenhaus Englands in der damaligen Zeit und profitierte vom dauerhaften medizinischen Personal. 1702 schloss das Krankenhaus und im 19. Jahrhundert wurden seine Reste bis auf die Kapelle abgetragen.
Die Kapelle, The Queen’s Chapel of the Savoy wurde bis 1512 erbaut und war nach ihrer Zeit als Krankenhauskapelle Heimat mehrerer Pfarreien der Umgebung. Auch die Deutsch-Lutherische Gemeinde Londons nutzte die Kapelle auf Königlichen Befehl. Nach dem Abriss des Hospitals gelangte die Kapelle wieder an die Anglikanische Kirche zurück.
Sie gehört heute zum Herzogtum Lancaster und ist somit königliche Kapelle. Der Monarch führt u. a. den Titel eines Herzogs von Lancaster. Ihre ursprüngliche Deckenkonstruktion wurde 1999 wiederhergestellt und der angrenzende Garten wurde zum Goldenen Jubiläum neu hergerichtet.
Sie ist Sitz des Royal Victorian Order und steht dem Publikum offen.
Am Standort des ehemaligen Savoy Palace und Savoy Hospital wurden 1881 das Savoy Theatre sowie 1889 das heutige Savoy Hotel errichtet, der Hotelvorplatz trägt den Namen Savoy Court.